# 콘스탄티노스 카라카차니스
콘스탄티노스 카라카차니스(그리스어: Κωνσταντίνος Καρακατσάνης)는 아테네에서 태어났으며 그리스의 육상 선수이다. 그는 아테네에서 열린 1896년 하계 올림픽에 참가했다.
카라카차니스는 1500m에 출전했다. 완주를 했으며 순위는 중후반대로 알려져 있다.